# Буряк Володимир Дмитрович
Володи́мир Дми́трович Буря́к (Селіванов) (*7 квітня 1944, Дніпродзержинськ — 16 січня 2011, Запоріжжя) — український поет, прозаїк, літературознавець. Доктор філологічних наук, професор кафедри журналістики Дніпропетровського національного університету. Директор Інституту журналістики та масової комунікації Запорізького Класичного приватного університету.
Автор докторської дисертації  «Фольклорне, художнє та публіцистичне мислення у контексті інтелектуально-образної еволюції».
Очолював лабораторію українського фольклору в Дніпропетровському державному університеті
Народився 7 квітня 1944 в м. Дніпродзержинську(зараз м. Кам'янське) на Дніпропетровщині. Зазнав суворого післявоєнного дитбудинівського життя. Перший спомин дитинства пов’язаний з дитячим будинком, він напише у повісті «Молода трава» (1986). де зазначить і образи названих батьків Дмитра Васильовича і Галини Василівни Буряків, які всиновили одинадцятилітнього хлопчика і виростили у Верхньодніпровську.
Дитинство минуло у Верхньодніпровську в сільській хатинці поблизу Римського лісу (вислів Буряка). Володимир писав: «Найпроблемніша частина біографії – моя поява. Я нічого не знаю про свій початок і, відповідно, про своїх батьків. Мене знайшли під ґанком Будинку маляти у Дніпродзержинську. Це 1947 рік. Голод. Дистрофія другого чи першого ступеня. Як назвали Селівановим – не знаю. Не думаю, що хтось з попередніх родичів відважився лишити записку із прізвищем. Так я справжніх своїх батьків і не бачив… А нові – Буряки. Від землі. Міцно. Вони мене і виводили в люди, взявши з Верхньодніпровського дитбудинку в одинадцятирічному віці».
У Верхньодніпровську закінчив середню школу, здобув професію і працював модельником ливарного цеху Верхньодніпровського дослідно-експериментального заводу. 
Закінчив історико-філологічний факультет Дніпропетровського державного університету. Працював старшим редактором молодіжної студії ТБ дніпропетровського облтелерадіокомітету. 
Автор повістей: «Ходімо в сад» ( «Прапор», 1969, № 5), «Їдемо в молодість» (Там само, 1978, № 7), «Молода трава» (Дн., 1986); збірник поезій «Прикнижжя» (Дн., 2001); поем «Прорив смислу» («Борисфен», 1992, № 9), «Континуум множинності» («Артикль», 1998, № 18), низки новел. Автор документальних радіоповістей «Гончареве коло» (про О. Гончара), «Наклеп на сонце» (про В. Булаєнка).
Автор книжок «Молода трава», «Трикнижжя», «Голосарій», роману в повістях «Любов завжди», «UNIVERSUM», «Етнобузок», роман «Над островами»..
Лауреат літературної премії імені В. Підмогильного.
Лауреат міжнародної літературно-мистецької премії імені П. Куліша (2022 р. посмертно) – за визначну літературну, просвітницьку, наставницьку, наукову, освітню діяльність та за книги «Молода трава», «Трикнижжя», «Любов завжди», «Голосарій», «UNIVERSUM», «Над островами» і «Етнобузок».
Творчій манері Буряка (Селіванова) як письменника притаманна м'яка ліричність, асоціативна сюжетність, пошук нових форм вираження, фольккітчева стилістика, психологічна загостреність.
У статті "Постмодерний дискурс творів Володимира Селіванова (Буряка)" :  розкривається художній дискурс Володимира Буряка (Селіванова), характер його естетичних шукань, невпинне експериментаторство зі словом і образом, з його семантичним розмаїттям. Його дискурсові притаманні неповторна метафоричність, інтелектуалізм, філософічність, уміння фольклорну поетику і світосприймання ліричного героя переплавити в естетичну багатовимірність, а також сугестивність, постмодерна гра зі словом як неперехідною цінністю, провіденціалізм, що відкриває реципієнтові гуманістичні горизонти.
Член НСПУ з 1988 р., з 2002 р. член правління ДОО НСПУ, з 2003 р. – заступник голови правління ДОО НСПУ.
Досліджував проблеми міжетнічного інтелектуально-образної свідомісної комунікації, збереження національного духовного генофонду.
Наукові праці:
Естетичний аспект форм індивідуального самовираження сучасної фольклорної пам’яті. Л., 1992; Елементи концепції світового дерева в українському фольклорі і проблема збереження образного національного генофонду фольклорної пам’яті. Дн., 1993; Архетипологія К. Г. Юнга і системність фольклорного мислення. Дн., 1994; Філософські та концептуальні основи інформаційно-художньої свідомості: Посіб. Дн., 2000; Давньоукраїнська творча свідомість ХІІ–ХІІІ століть у контексті інформаційної інтелектуально-образної еволюції. Дн., 2001.
У 2011 році Станіслав Бєльський спільно із Олесем Барлігом уклали колективну збірку поезії «Гімн очеретяних хлопчиків», що присвячена пам'яті Володимира Буряка та Влада Клена. Окрім творів упорядників до книги увійшли вірші трьох інших авторів та авторок із Дніпропетровська (Максима Бородіна, Іни Завгородньої, Андрія Селімова) і Запоріжжя (Тетяни Скрипченко, Сани Праєдґарденссон, Юрія Ганошенка).

Артем Явас, ЖЖ 
Володимир Селіванов-Буряк (1944 – 2011)
"Якщо й був у мене хтось у житті, кого я можу вважати своїм наставником та другом зі старшого покоління, то це наш професор із журфаку – Володимир Дмитрович Селіванов-Буряк. Прозаїк, поет, журналіст, науковець, викладач. Півтори години тому він помер у запорізькій лікарні.
Його могло не стати ще кілька років тому: ВД страждав від загадкової недуги, що виїдала з крові гемоглобін, і до якогось моменту став таким слабким, що ми з Максимом Беспаловим у березні 2009-го спеціально поїхали до нього в гості до Запоріжжя, боячись що це може стати останньою нашою зустріччю. Заодно і для Вікіпедії його сфотографували. Зустріч, на щастя, виявилася не останньою: ВД погладшав, і з рік тому навіть презентував у Дніпропетровську нову книжку - "UNIVERSUM".
Коли загроза безпосередньої смерті відходить другого план, від серця в оточуючих відлягає, і всі думають: "Ну слава богу. Тепер він житиме вічно". Насправді все буває інакше... Коли я дізнався, що перед Новим роком він знову потрапив до лікарні, то вирішив, що повернулася хвороба. Але виявилося – життя ВД забрало запалення легенів. Як безглуздо: подолати онкологію, щоб у результаті померти через купання в холодному ставку!
Величезний пласт творчості його досі існує лише у рукописах: Буряк 30 років поспіль писав до столу. Видавав свої твори рідко й мало не потай, побоюючись нерозуміння колег по академічному цеху (у якийсь момент викладацька кар'єра почала душити літературну). Я не розумів, як це так можна: півжиття працювати в стіл і не збожеволіти, - він же тільки посміхався: "Я творю для вічності. І за життя ніяких нагород не чекаю".
Буряк писав дивні вірші, дивну прозу. Сюрреалістичні тексти, що на вигляд нагадують тарабарщину, а насправді складені на основі архетипів, звертається не до свідомості читача, а до його спинного мозку, пам'яті предків, генів та інстинктів. За архетипами Буряк захистив дисертацію – вже в чому, а в цьому він рубав. Напрямок, який він розробляв, був сплавом журналістики та фольклористики: звідти черпався матеріал для його літературних творів.
Я, чесно скажу, ні чорта не розумів у його текстах, і ніколи не боявся визнаватись йому в цьому. Це було неважливо. Важливо інше: це був справжній Художник, чудовий ексцентрик, що розбиває сірість буття, рідкісний оптиміст, чий спосіб життя давав нам, молодим, надію: якщо ВД життя не змогло зламати, то нам скаржитися на сучасні проблеми літератури взагалі гріх. Він показував, як слід ставитися до життя та будь-яких творчих невдач: не чекати на похвал, начхати і гнути свою лінію. Будь вірний собі – а там історія розсудить.
Колишній дитбудинку, з молодими він був на рівних (що завжди жахало декана, який вважав, що дружба зі студентами принижує викладачів), але по-справжньому близько спілкувався лише з кількома своїми учнями. Мені пощастило потрапити до їхнього числа. І в творчість самого ВД теж: Буряк списав з мене головного героя однієї зі своїх повістей. Я щасливий, що в мене був такий майже забуте слово наставник. Літературний учитель. Метр. Майстер. Будь-яке з цих слів йому пасувало.
Без сумніву, на дніпропетровському журфаку ВД був зіркою - єдиною людиною, яка саме навчала, а не сухо бубоніла по книзі. Студенти його обожнювали. З ним було не нудно: він із серйозним виглядом давав такі маразматичні, на погляд дилетанта, завдання (брав зі стелі якусь абсолютно безглузду фразу і змушував на цю тему писати есе), що у вчорашніх школярів підривало мозок – так прокидався їхній творчий потенціал . Я часто зустрічав незнайомих людей, які при слові "Буряк" починали посміхатися на весь рот. Мало про кого з викладачів, особливо у поважному віці, можна сказати: "Він класний". ВД був класний.
Буряк видавав свої книги сам, не сподіваючись, що їхню цінність хтось розгляне найближчим часом. Але був упевнений, що його праці ще вивчатимуть небайдужі люди, а отже, у всіх найбільших бібліотеках світу вони мають бути. І вони там є.
Останню його книжку я зняв з полиці щойно, відкрив, прочитав напис, залишений у грудні 2009-го. Так дивно розбирати почерк людини, яку ти знав, і якої більше немає.
Після його переїзду до Запоріжжя, де ВД надали квартиру (до цього Володимир Дмитрович багато років тулився у кімнатці гуртожитку), ми бачилися вже не так часто, як хотілося б. Здебільшого спілкувалися телефоном. Минулої осені він подзвонив мені і сказав: "Я на природі відпочиваю, у мене тут будиночок. Шкода, тебе тут немає. Тут так добре, тихо! Посиділи б, поговорили нарешті без метушні..."
Мені теж дуже шкода. Це був останній раз, коли я чув його голос. Про загострення його хвороби я випадково дізнався тільки сьогодні, і наступного четверга збирався провідати його. Але все сталося раніше.
Завжди буває момент, коли надто пізно про щось шкодувати. І все ж я, мабуть, радий, що пишу цю епітафію зараз, а не два роки тому, навесні, коли ми з Максимом їхали до Запоріжжя та боялися не встигнути.
...Рік тому моя 82-річна бабуся перенесла інсульт. Можна сказати, витягли з того світу. З того часу я став набагато частіше спілкуватися з нею. Цікавлюсь здоров'ям. Записую на диктофон її спогади. Знімаю відео. Просто заходжу поспілкуватися. Бути уважним до неї мене навчив випадок Буряка. Не знаю, кого як, а мене ВД навчав не лише за партою – він умів навчати навіть тоді, коли сам про це не підозрював.
Володимире Дмитровичу, дякую. Те, що ви зробили для мене, є безцінним. Ви були справжнім другом.
Прощайте! Я пам'ятатиму вас."

Континуум унікальності
Отар Довженко Остання залікова робота з бурякології. Пам’яті Володимира Буряка.

Я хочу трохи розповісти про людину, якої вже немає з нами - про Володимира Буряка. Напевно, слід було зробити це раніше, за його життя, тоді можна було б уникнути цього відчуття студента, який проґавив шанс скласти викладачеві останній залік. Але з цим ми завжди спізнюємось. 
У Буряка було багато студентів; через його руки пройшло ціле покоління дніпропетровських, і не лише, журналістів, чимало теперішніх зірок професії. «Теорія і методика журналістської творчості» - так називався курс, який він читав першачкам, але, з огляду на екзотичність і несхожість на будь-що інше, ми називали його між собою бурякологією. Це був його власноручний мікс із класичної і модерної філософії, психології, літературознавства і ще багато чого, викладений в авторській термінології. Можна лише уявити, що думало про це університетське керівництво та інші викладачі. Право викладати свою науку, а не шаблонну з підручників, він виборював роками. Звісно, для більшості студентів це був темний ліс, але, хоч як дивно, в кінцевому підсумку майже в кожного залишались теплі спогади про континуум множинності, інформаційний інтелектуалізм і тому подібні бурякізми. 
«Навіщо нам це?», - питали на першій лекції дівчата з довгими наманікюреними нігтями. Згодом виявилось, що саме з цієї абсолютно непрактичної науки ми отримали перше і, здається, останнє в той рік практичне завдання. Кожен мусив написати автобіографічну повість. «Що за...?», - обурювались тепер уже не лише наманікюрені. Повість «Я» для багатьох майбутніх журналістів стала першим художньо-публіцистичним текстом у житті. Першою, а для когось і останньою, «роботою на вічність», як формулював Буряк. 
Попри всю далекість його дисципліни від реальності, до нього тягнулись.  Він був неординарним в усьому, від біографії (народився в передостанній рік війни; натякав на певну таємницю свого походження; ріс сиротою, був усиновлений людьми, у пам'ять про яких згодом узяв свій літературний псевдонім - Селіванов) до манери вбиратися, а його суха зовнішність педанта контрастувала з неабиякою пасіонарністю. На дніпропетровському тлі він мав екстравагантний вигляд. А раз зізнався, що почувається інтернованим. Хоча й від калиново-солов'їного місцевого українства він відрізнявся так само разюче, як від російсько-радянського мейнстриму. 
У його житті, починаючи зі студентських років - тоді ним, через україномовність та інтерес до творчості шістдесятників, «цікавився» КДБ, - було багато непретензійного дисидентства, інтелігентних донкіхотських виправ, майже кожна з яких закінчувалась поверненням до внутрішньої еміграції. В його образі поєднувався аскетизм старого кавалера (він мав родину, але багато років жив сам), іронічність (але не зверхність) інтелектуала і народницька простота персонажа з ХІХ століття. Він мав хатину десь у селі на Полтавщині, куди їздив побути сам - хоча й без того, здавалося, був достатньо самотнім. 
У журналістиці він був родом із радіо, двадцять років працював на ОДТРК. На радійний спецкурс Буряка завжди записувалось найменше студентів, і то головно заради вчителя, а не предмету. Переродження класичного радіо він сприймав болісно, а про радіожурнал, радіоп'єсу розповідав ностальгійно, як про старих друзів, що відійшли. 
У Буряка було й чимало учнів. Він був із наставників, готових зблизитися з учнем, відкрити йому душу і поділитись останнім - наприклад, віддати половину простору у своїй мікроскопічній, заваленій книжками квартирці на лівому березі. Учні ставали його друзями. Завдяки одному з Бурякових давніх, ще філфаківських, учнів я познайомився з ним, будучи ще десятикласником із тарганами в голові. Таргани ворушились, мені ввижалась якась містика, і друзі порадили проконсультуватись із ним, як фольклористом. Мудрий Буряк відразу здогадався, що насправді моя проблема полягала в потребі з кимсь поговорити, і вилікував химери просто в університетському парку, розмовою і пляшкою пива  - непедагогічно, але дієво. 
Він весь час віднаходив серед студентів тих, у кому йому ввижалась іскра таланту, і намагався вкласти в них душу, «продюсувати» їх - безкорисливо, але не без сподівання, що хтось успадкує його кучеряву науку. Дуже хочеться вірити, що комусь це таки вдалося. Від моєї власної спроби залишилась тільки тема ненаписаної дисертації, ніяковість і впевненість, що для розуміння континуумів множинності треба бути Буряком. Людиною відразу з трьох століть. 
Література... Він називав це постмодернізмом, але, як і його наука, це був віртуозний джаз самоука на кухонному начинні. З тим, що ми звикли називати постмодернізмом, його твори єднає тільки одне - сміливий вихід за рамки. Там немає ні засилля алюзій на ремінісценції, ні нескінченних переспівів класиків жанру, зате багато від архетипів українського фольклору, який він знав досконало й досліджував у найнесподіваніших аспектах. І - звідусюди по шматочку - всього, що він знав про життя.  людям його література завжди була не зрозумілішою, ніж його наука. Читати Буряка дуже нелегко, його тексти вибивають із звичної системи координат, адже він нікого не наслідував і ні на кого не орієнтувався. Писав для свого читача, якого, можливо, не існує. Багато що навіть не намагався видавати. 
Я мало знаю про останні роки життя Володимира Дмитровича - жив за тисячу кілометрів і дещо соромився того, що не виправдав його академічних сподівань, тож спілкувались мало. Знаю, що справи його пішли на краще, він вибрався із злиднів, переїхав до Запоріжжя, де очолив інститут журналістики Класичного приватного університету. Якщо судити з написаного ним за цей час, а також відгуків студентів новітнього покоління, він не старів, навіть навпаки. Кілька кадрів з останнього періоду його життя зафіксував і оприлюднив Олесь Барліг. 
Остання наша телефонна розмова восени була про те, що треба зустрітись; він хотів подарувати мені свою останню книжку, що вийшла 2009-го у видавництві «Ярославів Вал» - Universum. Не зустрілися.  Він хворів на рак крові, але поборов хворобу і прожив ще два роки - до вчорашнього дня. Ослаблений організм програв у боротьбі з пневмонією. 
Знаючи самоіронію Буряка, впевнений: якби він перевіряв цей текст, неодмінно підкреслив би останні рядки як занадто пафосні. Тому скажу ще лише одне: Мілан Кундера писав, що людина після смерті перетворюється на кітч. Так ось, це - не про Володимира Буряка.

Відгуки колишніх студентів на цей спогад(той, що вище) від Отара Довженка:

-"Буряк був найсвітлішим і найпам'ятнішим викладачем на ФСЗМК ДНУ. Після того, як він пішов, факультет залишився без душі. Світла пам'ять, наш ГЕНІЮ!"
-"Сумно. Людей, які дозволяють собі бути справжніми, дедалі меншає... Буряк в багатьох заклав те, чому не навчають в університетах. "Старий, та все нормально!"... "
-"Пам'ятаю, як ще на підготовчих курсах В Класичному приватному університеті Володимир Дмитрович дав нам завдання написати новелу "Я". Тоді ми були шоковані, що нам - ще школярам, дають таке завдання.... Я довго креслила, креслила її, але написала. Новела з дивним сюжетом, божевіллям, але тоді я отримала за неї 5+. А потім пішло-поїхало - ми писали цілу серію новел... Таких дитячих, наївних, світлих.... Але Буряку подобались. Не обійшлось без парадигми, паралельних та перехресних сюжетів, наскрізних образів, континуума множинності... Пам'ятаю, як професор приходив на пари і питав з якого ми курсу.... Виявляється, завдання було для всіх однаковим - як для першого, так і для четвертого курсу. Та завдячуючи Володимиру Дмитровичу, більшість з нас почала писати, ми увійшли в журналістику.... Світла пам'ять найкращому в світі професору!"

Володимир Кацман:
"Дуже сумно без Ваших тихоголосих жартів, Дмитрович!.. Справді світлій людині, мабуть, буде добре на небі, бо ви не тільки навчали нас класиці жанру, а й давали власним прикладом зрозуміти, що бути ІНТЕЛІГЕНТНОЮ ЛЮДИНОЮ В УКРАЇНІ інколи можна, та й навіть престижно... Я пам'ятаю, як ви любили Сковороду. Я ви тихо-тихо декламували вірші. Як читали нам спецкурси. Ніколи не думав, що вас доженуть хвороба й навіть смерть. Бо ви нам були як старший брат або зовсім молодий батько... Ми будемо вас пам'ятати, шановний Володимире Дмитровичу, доки ще не соромно казати, що ти журналіст, хоча інколи вже доводиться очі не піднімати!.. Ви - справжній талант, ви нам паличку естафетну передавали дуже толерантно, вишукано... Ви - частина тієї епохи, якої не стає на наших очах, епохи сучасного Відродження... Повертайтеся до нас, шановний Ве-Де-Буряк, щоб інколи нагадувати нам, що професійна гідність та людська честь ще не сконали з цього світу!.. Сумуємо, але, за Лєрмонтовим, "печаль моя светла...""